# 3887 Gerstner
3887 Gerstner eller 1985 QX är en asteroid i huvudbältet som upptäcktes den 22 augusti 1985 av den tjeckiske astronomen Antonín Mrkos vid Kleť-observatoriet i Tjeckien. Den är uppkallad efter far och son Franz J. och Franz A. von Gerstner.
Asteroiden har en diameter på ungefär 8 kilometer och den tillhör asteroidgruppen Eos.